# Мономахова шапка от втория наряд
Втората Мономахова шапка,  или Таврическа корона, е поръчана от цар Петър I.
Изработена е от руски майстори през 1682 г. от масивно злато, скъпоценни камъни, перли, самурена кожа, отливани орнаменти, фина гравюра и ювелирна резба.